# Zontolo
Zontolo (in croato Žontuja) è uno scoglio disabitato della Croazia, situato lungo la costa occidentale dell'Istria, a nord del canale di Leme.
Amministrativamente appartiene al comune di Parenzo, nella regione istriana.

## Geografia

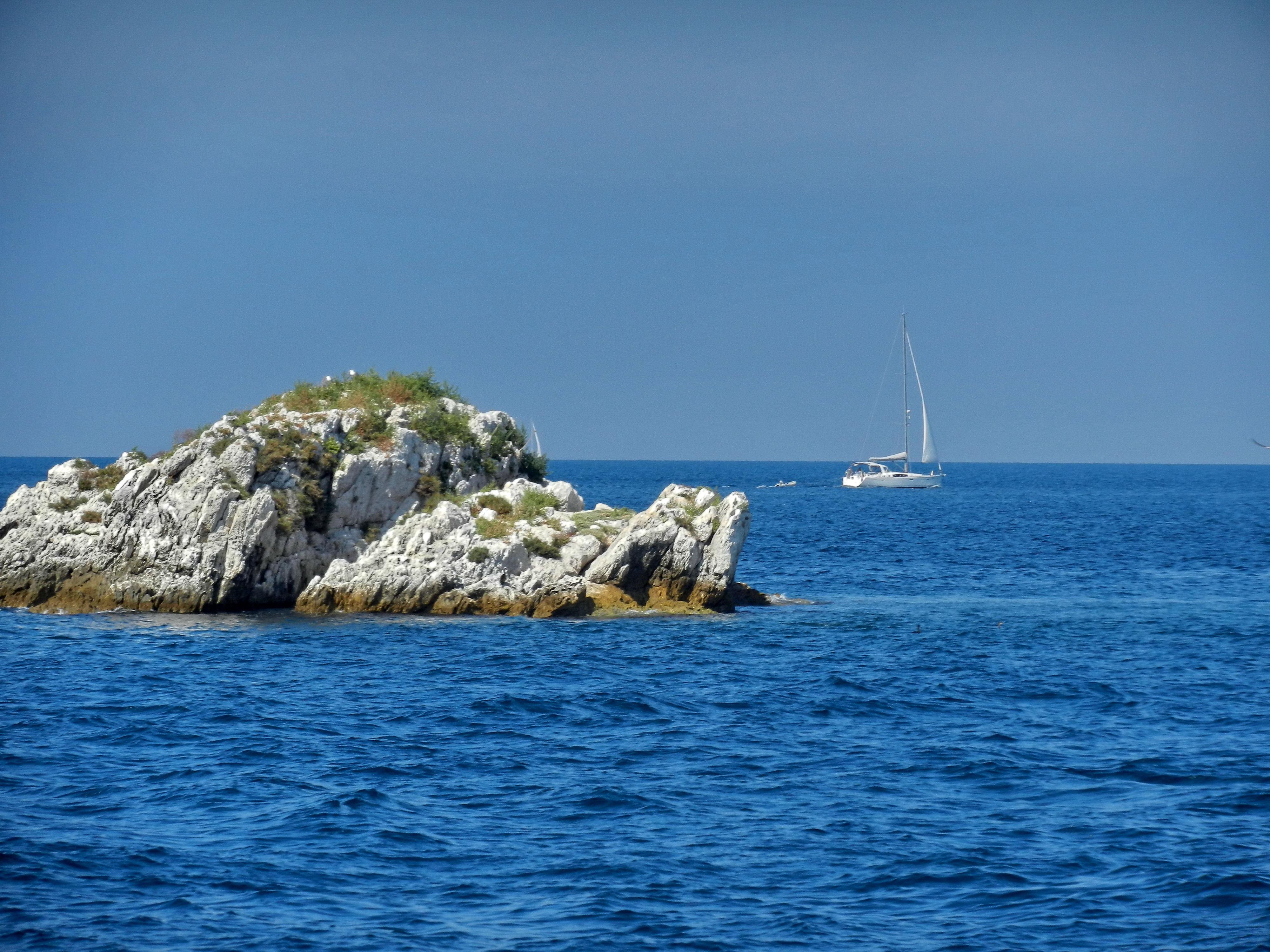
Lo scoglio Botassel.

Zontolo si trova a ovest dell'insenatura di Molindrio (uvala Mulandarija) e di punta San Pietro (rt Sveti Petar), a sudovest di punta Madonna (rt Tedole) e a nordovest di val Sessola o Sessole (Zelena laguna). Nel punto più ravvicinato, dista 435 m dalla terraferma (punta San Pietro).
Zontolo è uno scoglio ovale, orientato in direzione nordest-sudovest, che misura 65 m di lunghezza, 40 m di larghezza massima e ha una superficie di 2409 m².

### Isole adiacenti
- Regata (Regata), scoglio situato 555 m a nord di Zontolo.
- hrid Žontujić, piccolo scoglio situato 50 m a nord di Zontolo che ha una superficie di 963 m²[3]. (45°12′24.5″N 13°34′50.5″E)
- Botassel[1] (Butaceja), piccolo scoglio situato 220 m a sud-sudovest di Zontolo, che ha una superficie di 1031 m²[3]. (45°12′13.7″N 13°34′43.4″E)

### Cartografia
- (HR) Mappa topografica della Croazia 1:25000, su preglednik.arkod.hr.